# 郑立新 (1962年)
郑立新（1962年9月—），男，中共党员，中华人民共和国制片人、导演。

## 生平
本科毕业于安徽师范大学艺术系，后进修于中国音乐学院作曲系。1990年至2010年在芜湖广播电视台工作，任制片人、频道总监、导演。2010年入职安徽广电集团五星东方影视公司，现任安徽五星东方影视投资有限公司董事长、党总支书记。

## 作品及获奖
- 电视剧《黄土高天》、动画片《大禹治水》荣获中宣部“五个一工程”优秀作品奖
- 电视剧《外交风云》获美国亚洲影视节“金橡树奖”优秀电视剧奖
- 电视剧《生逢灿烂的日子》获第24届上海电视节“白玉兰”提名奖
- 纪录片《难以抵达的终点》获2015年金熊猫国际纪录片人文类纪录片大奖提名奖
- 电视剧《国家底线》获第31届电视剧飞天奖提名奖
- 电视剧《虎口拔牙》获第十一届全国电视制片业十佳优秀电视剧
- 电视剧《永远的忠诚》获中宣部“五个一工程”优秀作品奖，第26届中国电视金鹰奖电视剧提名奖
- 电视剧《新安家族》获第28届中国电视剧飞天奖长篇电视剧三等奖

## 社会兼职
中国电视制片委员会常务理事，中国音乐家协会会员，安徽省合唱家协会副主席，安徽省电影电视艺术家协会副主席。

## 荣誉
曾荣获安徽省广播电影电视系统先进工作者，安徽省宣传文化领域拔尖人才，第十二届电视制片业十佳电视剧制片人，第三届中国国际动漫创意产业交易会突出贡献奖等。